# مرض الموروث الفنلندي
مرض الموروث الفنلندي هو مرض، أو اضطراب وراثي، يكون أكثر شيوعًا بكثير عند الأشخاص الذين يكون أسلافهم من الفنلنديين الأصليين أو الذين من السويد (مينما أو وادي تورن)، وروسيا (كاريليا وإنغيريا)، يوجد 36 مرضًا وراثيًا يصنف ضمن أمراض الإرث الفنلندي، ولا تقتصر الأمراض على الفنلنديين، بل هي أيضًا أمراض وراثية ذات انتشار واسع في العالم، ولكن تبعًا لتأثير المؤسّس، والعزل الجيني تكون أكثر شيوعًا عند الفنلنديين.
يزيد شيوع هذه الأمراض داخل فنلندا في الشرق والشمال، ويتوافق ذلك مع ارتباطهم بالعرق الفنلندي أكثر من العرق السويدي، ولا يمتد مرض الموروث الفنلندي إلى المجموعات العرقية الأخرى في المنطقة.
يعاني في فنلندا واحد من كل خمسة أشخاص من خلل جيني مرتبط بمرض واحد من أمراض الإرث الفنلندي على الأقل، وحوالي واحد لكل 500 طفل مولود. معظم العيوب الجينية هي اضطرابات جسمية متنحية، لذلك إذا كان كلا الوالدين يحملان نفس الخلل الجيني تكون نسبة إصابة الطفل بها هي 1 إلى 4. حُدّدت الوراثة الجزيئية للعديد من هذه الأمراض، وأصبح بذلك من الممكن اختبارها جينيًا قبل الولادة، وتقديم المشورة، وأثار ذلك التساؤلات حول الأخلاقيات البيولوجية، وتحسين النسل.

## أنواع أمراض الموروث الفنلندي
يوجد 36 مرضًا من أمراض الموروث الفنلندي المحدّدة:
- الداء النشواني، النمط الفنلندي.
- اعوجاج المفصل المميت، مع مرض خلايا القرن الأمامي.
- بيلة الغلوكوز أمين أسبارت.
- متلازمة متعدد الغدد الصم بالمناعة الذاتية النوع الأول، مع أو دون خلل التنسج الكردوسي القابل للعكس.
- نقص تنسّج الغضروف والشعر.
- داء ليبوفوسيني سيرويدي عصبي نمط 1.
- داء ليبوفوسيني سيرويدي عصبي نمط 3.
- داء ليبوفوسيني سيرويدي عصبي نمط 5.
- داء ليبوفوسيني سيرويدي عصبي نمط 8، أو داء الصرع الشمالي المتفاوت (مرادفات أخرى: الصرع الشمالي، صرع مترقّ مع تخلّف عقلي).
- تنكّس المشيمية.
- متلازمة كوهين.
- تسطّح القرنية نمط 2.
- إسهال كلوريدي خلقي.
- خلل تنسّج ضموري.
- صرع، النمط 1A الرمعي العضلي المترقي (متلازمة أونفريخت-لاندبيرج).
- اعتلال الدماغ الغليسيني (فرط سكر الدم اللا كيتوني).
- متلازمة غراسيل.
- ضمور المشيمية، والشبكية التلفيفي.
- متلازمة هيدرو إثالوس نمط 1.
- رنح نخاعي مخيخي المنشأ طفلي (متلازمة استنفاد الحمض النووي الميتوكوندري نمط 7).
- عدم تحمّل اللاكتوز الخلقي.
- متلازمة التقفّع المميت الخلقي نمط 1.
- عدم تحمّل بروتين الليزينوريك.
- متلازمة ميكل.
- فقر الدم الضخم الأرومات، النمط الفنلندي والنرويجي.
- قزامة توتية (قزامة العضل، والكبد، والدماغ، والعينين).
- الحثل العضلي الشحمي (مرض خلقي مع شذوذات في الدماغ والعينين) النمط 3A.
- المتلازمة الكلائية، النمط 1 (الكلاء الخلقي الفنلندي).
- خلل تكوّن المبيض.
- خلل تنسج العظم الكيسي الشحمي مع اعتلال بيضاء الدماغ التصلبي (مرض ناسو هاكولا).
- اعتلال دماغي تدريجي مع وذمة، واضطراب النظم المترافع في مخطط كهربية الدماغ، وضمور بصري.
- متلازمة راباديلينو.
- انشقاق الشبكية نمط 1، وهو مرتبط بالوراثة الجنسية على الصبغي X، ويظهر عند اليفعان.
- البيلة اللعابية، النمط الفنلندي (داء سالا).
- الحثل العضلي الغضروفي المتأخر.
- متلازمة أشر هولجرين نمط 3A.

من بين هذه الأسباب توجد ثلاثة أسباب نادرة للقزامة هي نقص تنسّج الغضروف والشعر، وخلل التنسج الضموري، والقزامة التوتية.
عُثر على أربعة أنواع فرعية مميزة للداء الليبوفوسيني السيرويدي العصبي في الإرث الفنلندي هي الأنماط 1 و3 و5 و8، وأُبلغ منذ عام 2001 عن الأنماط 5 و8 تقريبًا فقط في فنلندا.
متلازمة ميكل من النمط 1، مرض قاتل، يوجد فقط عند 48 عائلة فنلندية.

## أمراض وراثية أخرى
تقدر المنظمة الأوروبية للأمراض النادرة أوروريديس أن هناك ما بين 5000 و 7000 مرض نادر مختلف، يصيب ما بين 6% و 8% من سكان الاتحاد الأوروبي. وغالبية الأمراض الوراثية المبلغ عنها في فنلندا ليست جزءًا من أمراض الإرث الفنلندي، وانتشارها في فنلندا ليس أعلى مما هو في جميع أنحاء العالم.
بعض الأمراض الوراثية نادرة بشكل غير متناسب عند الفنلنديين. وتشمل التليّف الكيسي، وبيلة الفينيل كيتون، ففي فنلندا، توجد إصابة واحدة من بين كل 80 شخصًا حاملًا لطفرة التليّف الكيسي، مقارنة بشخص واحد من كل 25 في أماكن أخرى في أوروبا.

## التاريخ الجيني
بناءً على البيانات الجزيئية تشير التقديرات إلى أن ظاهرة عنق الزجاجة السكانية بين أسلاف الفنلنديين الحديثين بدأت منذ حوالي 4000 سنة، ونتج عن ذلك تنوع منخفض بشكل استثنائي في الصبغي Y، ويُقدّر ذلك بأنه يعكس بقاء سلالتين فقط من سلالات الأجداد الذكور في شرق وغرب فنلندا، وتُلاحظ ظاهرة عنق الزجاجة السكانية فقط في الصبغي Y، ويُعدّ التنوع في الصبغيات الجسمية، والحمض النووي المتقدري (الذي يورث من الأم فقط) مرتفعًا بين الفنلنديين بشكل مشابه لما هو موجود بين المجموعات العرقية الأوروبية الأخرى.

## أصل الكلمة
على الرغم من أن المصطلح أقدم من ذلك، لكن أول ما ظهر مصطلح داء الموروثية الفنلندي في الأدبيات الطبية كان في التسعينيات، وأحد الاستخدامات المبكرة له هو العنوان المترجم لمقال طبي في عام 1994، وسرعان ما تبعته مقالات أخرى.